# Große Arl
Große Arl  er en 30 km lang biflod til Salzach i den østrigske delstat Salzburg. Floden benævnes også Großarlbach. Den udspringer i Radstädter Tauern i en højde af 2.100 meter, og flyder derefter gennem Großarltal, hvor floden ved dalens udmunding danner den turistmæssigt besøgte slugt Liechtensteinklamm. I St. Veit im Pongau udmunder Große Arl i Salzach.
47°19′19″N 13°10′55″Ø / 47.3219°N 13.1819°Ø